# كارنيولا
كارنيولا (بالإنجليزية: Carniola)‏ (باللغة السلوفينية وباللغة الصربية الكرواتية Kranjska وباللغة الألمانية Krain وباللغة الإيطالية Carniola وباللغة المجرية Krajna) هو إقليم تاريخي وهو حالياً جزء من سلوفينيا وهي مؤلفة من كارنيولا العليا وكارنيولا السفلى وكارنيولا الداخلية، وتشكل كارنيولا 47 % من الأراضي السلوفينية، وقد تواجدت دوقية كارنيولا في تلك المنطقة.